# Thailändische Waldtradition

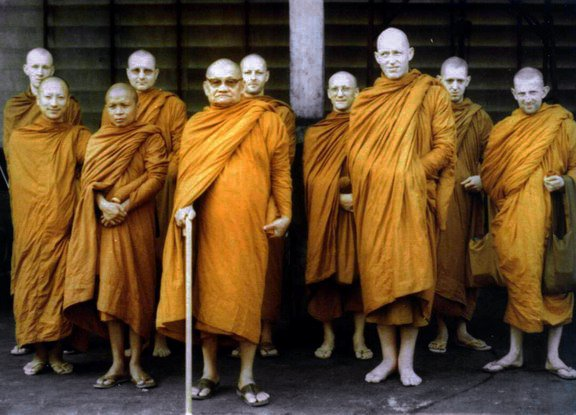
Buddhisten aus der Waldtradition von Ajahn Chah

Die Thailändische Waldtradition ist eine monastische Traditionslinie im thailändischen Theravada-Buddhismus. Die meisten Waldmönche gehören nicht dem Mahani-Orden (Maha-nikai), sondern dem Thammayut-Orden (Thammayut-nikai) an, der deutlich kleineren der beiden Mönchsgemeinden in Thailand.

## Ursprünge und Verbreitung
Als Gründerväter gelten der asketische Ajahn Mun Bhuridatta (1870–1949) und sein Lehrer Phra Ajahn Sao Kantasilo (1861–1941). Beide hatten am Ende des neunzehnten Jahrhunderts, entgegen der üblich gewordenen Sesshaftigkeit und Institutionalisierung des Buddhismus in Thailand, ein Wanderleben geführt und die meiste Zeit – der Meditation gewidmet – in den Wäldern von Thailand, Laos und Burma verbracht. 
Über die Jahre zog ihre, den ursprünglichen Lehren Buddhas sehr nahe kommende, Lehrweise zahlreiche Schüler an und ist heute weit über die Grenzen Thailands auf der ganzen Welt verbreitet. Zu den Prinzipien gehören die asketischen Übungen der Dhutanga und die Meditationsobjekte der Kammaṭṭhāna. Die strenge Einhaltung des Vinaya, der althergebrachten Tugendregeln für Mönche, nimmt ebenfalls einen hohen Stellenwert ein. Bekannte Vertreter der Waldtradition waren und sind Ajahn Chah, Ajahn Maha Bua Nanasampanno, Ajahn Brahm und Buddhadasa.
Weltweit existieren mehrere Klostergemeinschaften in dieser Tradition, zum Beispiel die Klöster Amaravati, Cittaviveka und Aruna Ratanagiri (Harnham Buddhist Monastery), Hartridge Buddhist Monastery und The Forest Hermitage (Santidhamma & Bhavanadhamma) in Großbritannien, Dhammapala in der Schweiz, Santacittarama in Italien, Abhayagiri Buddhist Monastery in Kalifornien und Bodhinyanarama in Neuseeland. Auch im deutschsprachigen Raum befinden sich zahlreiche Gemeinschaften, wie zum Beispiel das Waldkloster Muttodaya im oberfränkischen Stammbach, Metta Vihara in Buchenberg im Oberallgäu und Anenja Vihara im nahen Rettenberg.